# Championnat d'Irlande du Nord de football 1954-1955
Navigation
Édition précédente Édition suivante
Le 54e Championnat d'Irlande du Nord de football se déroule en 1954-1955. Linfield FC remporte son vingtième et unième  titre de champion d’Irlande du Nord. C’est son deuxième titre consécutif.
La victoire est difficile pour Linfield. Le club de Belfast termine le championnat à égalité en points avec Glenavon FC. 
Avec 20 buts marqués, Fay Coyle de Coleraine FC remporte le titre de meilleur buteur de la compétition.

## Les 12 clubs participants
- Ards Football Club
- Bangor Football Club
- Ballymena United Football Club
- Cliftonville Football Club
- Coleraine Football Club
- Crusaders Football Club
- Derry City Football Club
- Distillery Football Club
- Glenavon Football Club
- Glentoran Football Club
- Linfield Football Club
- Portadown Football Club

## Classement
| Rang | Équipe           | Pts | J  | G  | N | P  | Bp | Bc | Diff |
| ---- | ---------------- | --- | -- | -- | - | -- | -- | -- | ---- |
| 1    | Linfield FC      | 36  | 22 | 15 | 6 | 1  | 46 | 21 | +25  |
| 2    | Glenavon FC      | 36  | 22 | 16 | 4 | 2  | 61 | 27 | +34  |
| 3    | Cliftonville FC  | 24  | 22 | 10 | 4 | 8  | 50 | 38 | +12  |
| 4    | Ards FC          | 24  | 22 | 9  | 7 | 7  | 53 | 45 | +8   |
| 5    | Coleraine FC     | 24  | 22 | 11 | 2 | 9  | 46 | 46 | 0    |
| 6    | Glentoran FC     | 23  | 22 | 11 | 1 | 10 | 54 | 46 | +8   |
| 7    | Bangor FC        | 20  | 22 | 8  | 4 | 10 | 43 | 53 | -10  |
| 8    | Distillery FC    | 18  | 22 | 7  | 4 | 11 | 35 | 44 | -9   |
| 9    | Crusaders FC     | 16  | 22 | 7  | 2 | 13 | 29 | 48 | -19  |
| 10   | Portadown FC     | 15  | 22 | 5  | 5 | 12 | 39 | 53 | -14  |
| 11   | Derry City FC    | 15  | 22 | 3  | 3 | 13 | 31 | 49 | -18  |
| 12   | Ballymena United | 13  | 22 | 4  | 5 | 13 | 35 | 52 | -17  |

|  | Champion d'Irlande du Nord |
|  | Relégation                 |

### Meilleur buteur
- Fay Coyle, Coleraine FC 20 buts

## Bilan de la saison
| Tableau d'Honneur                         |             |
| Compétition                               | Vainqueur   |
| Championnat d'Irlande du Nord de football | Linfield FC |
| Coupe d'Irlande du Nord de football       | FC Dundela  |

| Promotions et relégations |       |
| Relégués                  | Aucun |
| Promus                    | Aucun |